# Forschungsverbund Erneuerbare Energien
Der ForschungsVerbund Erneuerbare Energien (FVEE) ist ein Kooperationsprojekt verschiedener Forschungsinstitute mit Sitz in Berlin. Zweck ist die bundesweite Kooperation von Forschungsinstituten. Diese  erforschen und entwickeln Technologien für erneuerbare Energien, Energieeffizienz, Energiespeicherung und das optimierte technische und sozio-ökonomische Zusammenwirken aller Systemkomponenten. Ziel ist die Transformierung der Energieversorgung zu einem nachhaltigen Energiesystem. Es wurde 1990 gegründet.

## Themenspektrum
- Photovoltaik (Solarzellen)
- Solarkraftwerke (photovoltaische und solarthermische Kraftwerke)
- Solarthermische Kollektoren (Hochtemperatur und Niedertemperatur)
- Solares Bauen
- Energie- und Ressourceneffizienz
- Energiepolitik/ -wirtschaft/ -recht
- Biomasse zur energetischen Verwertung
- Geothermie
- Windenergie
- Meeresenergie
- Mobilität
- Brennstoffzellen
- Elektromobilität
- Solarchemie
- Wasserstofferzeugung mit erneuerbarer Energie
- Speicherung von erneuerbarer Energie
- Systemtechnik und Netzmanagement
- Systemanalyse, Technikfolgenabschätzung und Energiekonzepte

## Kooperationsinstitute
- Deutsches Biomasseforschungszentrum (DBFZ)
- Deutsches Zentrum für Luft- und Raumfahrt (DLR)
- Fraunhofer-Institut für Energiewirtschaft und Energiesystemtechnik (IEE)
- Fraunhofer-Institut für Solare Energiesysteme (ISE)
- Fraunhofer-Institut für Windenergiesysteme (IWES)
- Deutsches GeoForschungsZentrum (GFZ)
- Helmholtz-Zentrum Berlin für Materialien und Energie (HZB)
- Helmholtz-Zentrum für Umweltforschung – UFZ
- Forschungszentrum Jülich
- Bayerisches Zentrum für Angewandte Energieforschung e. V. (ZAE)
- Zentrum für Sonnenenergie- und Wasserstoff-Forschung Baden-Württemberg (ZSW)
- Institut für Solarenergieforschung Hameln Emmerthal (ISFH)
- Institut für Zukunftsenergiesysteme (IZES)
- Wuppertal Institut für Klima, Umwelt, Energie
- Karlsruher Institut für Technologie (KIT)